# Terence Sanders
Terence Robert Beaumont Sanders, född 2 juni 1901 i Charleville, död 6 april 1985 i Dorking, var en brittisk roddare.
Sanders blev olympisk guldmedaljör i fyra utan styrman vid sommarspelen 1924 i Paris.